# گاز چایکا

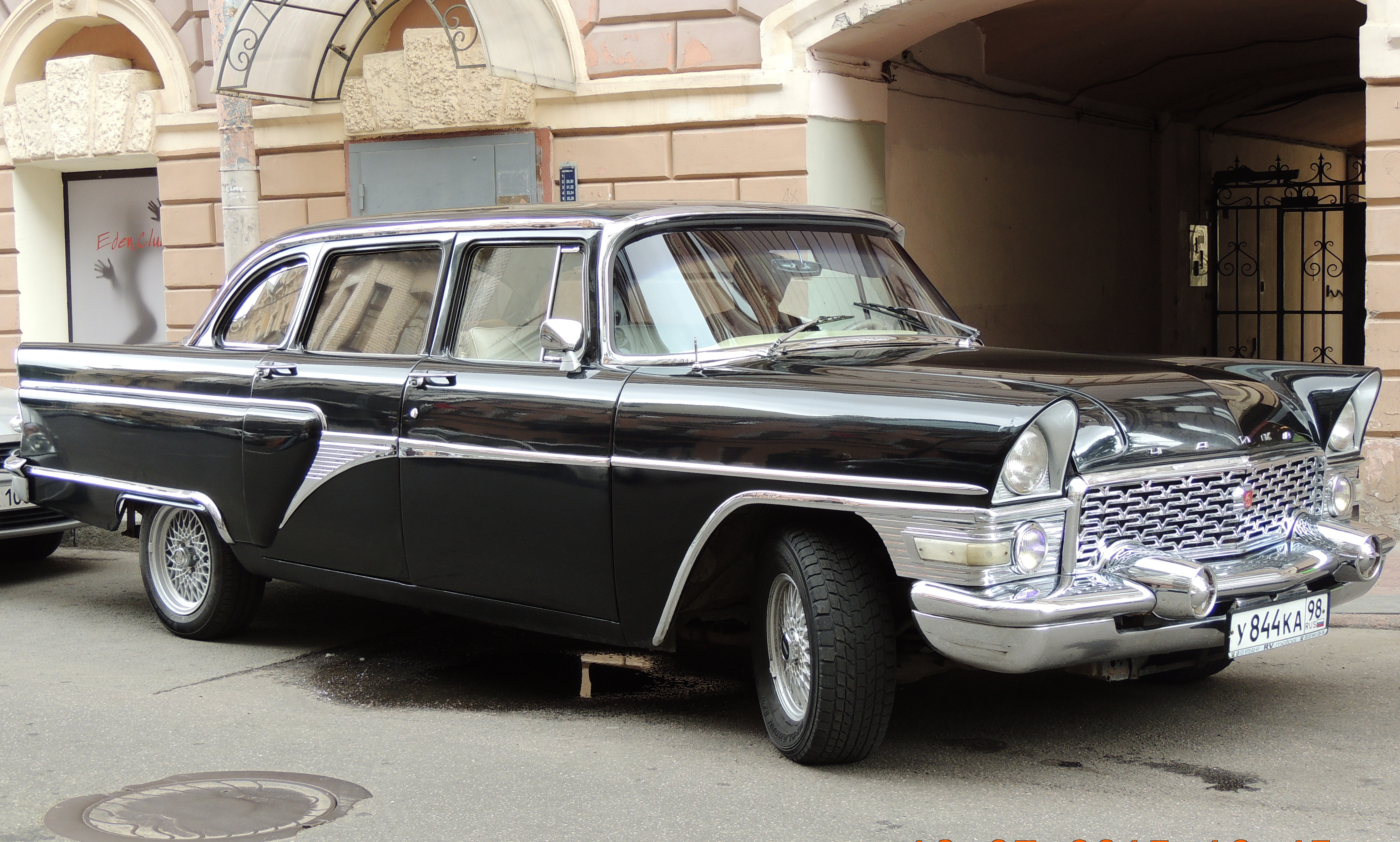
گاز-۱۳ چایکا

گاز چایکا (روسی: Ча́йка) شامل دو خودرو گاز-۱۳ و گاز-۱۴ ساخت اتحاد جماهیر شوروی است که در بین دهه‌های ۵۰ تا ۸۰ میلادی ساخته شدند.